# Mongrassano
Mongrassano es un municipio situado en el territorio de la provincia de Cosenza, en Calabria (Italia). Su población es mayoritariamente de origen albanés.

## Demografía
| Gráfica de evolución demográfica de Mongrassano entre 1861 y 2001 |
|                                                                   |
| fuente ISTAT - elaboración gráfica a cargo de Wikipedia           |